# São Francisco do Maranhão
São Francisco do Maranhão este un oraș în unitatea federativă Maranhão (MA), Brazilia.